# Japán a 2014. évi téli olimpiai játékokon
Japán az oroszországi Szocsiban megrendezett 2014. évi téli olimpiai játékok egyik részt vevő nemzete volt. Az országot az olimpián 15 sportágban 136 sportoló képviselte, akik összesen 8 érmet szereztek.

## Érmesek
| Érem  | Versenyző                                            | Sportág          | Versenyszám               |
| ----- | ---------------------------------------------------- | ---------------- | ------------------------- |
| Arany | Hanjú Juzuru                                         | Műkorcsolya      | Férfi egyéni              |
| Ezüst | Vatabe Akito                                         | Északi összetett | Normálsánc + 10 km        |
| Ezüst | Kaszai Noriaki                                       | Síugrás          | Férfi egyéni, nagysánc    |
| Ezüst | Hirano Ajumu                                         | Snowboard        | Férfi halfpipe            |
| Ezüst | Takeucsi Tomoka                                      | Snowboard        | Női parallel giant slalom |
| Bronz | Ajana Onozuka                                        | Síakrobatika     | Női félcső                |
| Bronz | Simizu Reruhi Takeucsi Taku Itó Daiki Kaszai Noriaki | Síugrás          | Férfi csapat, nagysánc    |
| Bronz | Hiraoka Taku                                         | Snowboard        | Férfi halfpipe            |

## Alpesisí
Férfi
| Versenyző      | Versenyszám | 1. futam | 1. futam | 2. futam      | 2. futam      | Összesítés | Összesítés |
| Versenyző      | Versenyszám | Idő      | Hely.    | Idő           | Hely.         | Idő        | Helyezés   |
| -------------- | ----------- | -------- | -------- | ------------- | ------------- | ---------- | ---------- |
| Juasza Naoki   | Műlesiklás  | 48,74    | 20.      | nem ért célba | nem ért célba | kiesett    | kiesett    |
| Szaszaki Akira | Műlesiklás  | 49,54    | 28.      | nem ért célba | nem ért célba | kiesett    | kiesett    |

## Biatlon
Férfi
| Versenyző     | Versenyszám            | Időeredmény | Lövőhiba    | Helyezés |
| ------------- | ---------------------- | ----------- | ----------- | -------- |
| Isza Hidenori | 10 km sprint           | 27:15,2     | 3 (1+2)     | 71.      |
| Isza Hidenori | 20 km egyéni indításos | 58:56,1     | 6 (2+1+1+2) | 84.      |

Női
| Versenyző                                                 | Versenyszám            | Időeredmény   | Lövőhiba    | Helyezés |
| --------------------------------------------------------- | ---------------------- | ------------- | ----------- | -------- |
| Szuzuki Fujuko                                            | 7,5 km sprint          | 22:47,4       | 1 (0+1)     | 39.      |
| Szuzuki Fujuko                                            | 10 km üldözőverseny    | 32:49,0       | 1 (0+0+0+1) | 32.      |
| Szuzuki Fujuko                                            | 15 km egyéni indításos | 50:27,4       | 3 (0+1+0+2) | 52.      |
| Nakadzsima Juki                                           | 7,5 km sprint          | 24:12,9       | 2 (1+1)     | 68.      |
| Nakadzsima Juki                                           | 15 km egyéni indításos | 56:00,2       | 6 (3+2+1+0) | 75.      |
| Szuzuki Rina                                              | 7,5 km sprint          | 25:40,6       | 2 (0+2)     | 80.      |
| Szuzuki Rina                                              | 15 km egyéni indításos | nem ért célba | 2 (0+2)     | –        |
| Kobajasi Miki                                             | 7,5 km sprint          | 25:52,3       | 5 (1+4)     | 81.      |
| Kobajasi Miki                                             | 15 km egyéni indításos | 54:01,0       | 4 (1+2+1+0) | 68.      |
| Szuzuki Fujuko Nakadzsima Juki Kobajasi Miki Szuzuki Rina | 4 × 6 km váltó         | lekörözték    | 0+11        | 13.      |

## Bob
Férfi
| Versenyző                                                     | Versenyszám | 1. futam | 1. futam | 2. futam | 2. futam | 3. futam | 3. futam | 4. futam | 4. futam | Összesítés | Összesítés |
| Versenyző                                                     | Versenyszám | Idő      | Hely.    | Idő      | Hely.    | Idő      | Hely.    | Idő      | Hely.    | Idő        | Helyezés   |
| ------------------------------------------------------------- | ----------- | -------- | -------- | -------- | -------- | -------- | -------- | -------- | -------- | ---------- | ---------- |
| Mijazaki Hiszasi Szuzuki Hirosi*                              | Kettes      | 57,91    | 27.      | 58,21    | 28.      | 58,02    | 28.      | kiesett  | kiesett  | 2:54,14    | 26.        |
| Kuroiva Tosiki Mijazaki Hiszasi Szató Sintaró Szuzuki Hirosi* | Négyes      | 56,41    | 26.      | 56,42    | 26.      | 56,63    | 28.      | kiesett  | kiesett  | 2:49,46    | 24.        |

* – a bob vezetője

## Curling

### Női
- Ogaszavara Ajumi
- Funajama Jumie
- Onodera Kaho
- Tomabecsi Micsiko
- Josida Csinami

Csoportkör
| Nemzet           | Skip                   | Gy | V | P+ | P- | Gy end | V end | Üres endek | Saját rabolt endek | Lökés % |
| ---------------- | ---------------------- | -- | - | -- | -- | ------ | ----- | ---------- | ------------------ | ------- |
| Kanada           | Jennifer Jones         | 9  | 0 | 72 | 40 | 43     | 27    | 12         | 14                 | 86%     |
| Svédország       | Margaretha Sigfridsson | 7  | 2 | 58 | 52 | 37     | 35    | 13         | 7                  | 80%     |
| Svájc            | Mirjam Ott             | 5  | 4 | 63 | 60 | 37     | 38    | 13         | 7                  | 78%     |
| Nagy-Britannia   | Eve Muirhead           | 5  | 4 | 74 | 58 | 39     | 35    | 9          | 11                 | 80%     |
| Japán            | Ogaszavara Ajumi       | 4  | 5 | 59 | 67 | 39     | 41    | 4          | 10                 | 76%     |
| Dánia            | Lene Nielsen           | 4  | 5 | 57 | 56 | 34     | 40    | 12         | 9                  | 78%     |
| Kína             | Vang Ping-jü           | 4  | 5 | 58 | 62 | 36     | 38    | 10         | 4                  | 81%     |
| Dél-Korea        | Kim Ji-sun             | 3  | 6 | 60 | 65 | 35     | 37    | 10         | 6                  | 79%     |
| Oroszország      | Anna Szidorova         | 3  | 6 | 48 | 56 | 33     | 35    | 19         | 6                  | 82%     |
| Egyesült Államok | Erika Brown            | 1  | 8 | 42 | 75 | 33     | 40    | 8          | 5                  | 76%     |

- február 11., 9:00 (6:00)

| Sheet D            | 1 | 2 | 3 | 4 | 5 | 6 | 7 | 8 | 9 | 10 | VE |
| Dél-Korea (Kim)    | 0 | 2 | 0 | 2 | 0 | 3 | 0 | 2 | 1 | 2  | 12 |
| Japán (Ogaszavara) | 2 | 0 | 1 | 0 | 2 | 0 | 2 | 0 | 0 | 0  | 7  |

- február 11., 19:00 (16:00)

| Sheet C            | 1 | 2 | 3 | 4 | 5 | 6 | 7 | 8 | 9 | 10 | VE |
| Dánia (Nielsen)    | 0 | 0 | 0 | 0 | 1 | 0 | 2 | 0 | X | X  | 3  |
| Japán (Ogaszavara) | 1 | 1 | 2 | 1 | 0 | 1 | 0 | 2 | X | X  | 8  |

- február 12., 14:00 (11:00)

| Sheet A                 | 1 | 2 | 3 | 4 | 5 | 6 | 7 | 8 | 9 | 10 | VE |
| Japán (Ogaszavara)      | 0 | 2 | 0 | 0 | 1 | 1 | 1 | 0 | 1 | 2  | 8  |
| Oroszország (Szidorova) | 0 | 0 | 1 | 1 | 0 | 0 | 0 | 2 | 0 | 0  | 4  |

- február 13., 19:00 (16:00)

| Sheet D                  | 1 | 2 | 3 | 4 | 5 | 6 | 7 | 8 | 9 | 10 | VE |
| Japán (Ogaszavara)       | 0 | 2 | 0 | 0 | 1 | 0 | 1 | 0 | 2 | 0  | 6  |
| Egyesült Államok (Brown) | 1 | 0 | 1 | 2 | 0 | 1 | 0 | 2 | 0 | 1  | 8  |

- február 14., 14:00 (11:00)

| Sheet B                   | 1 | 2 | 3 | 4 | 5 | 6 | 7 | 8 | 9 | 10 | VE |
| Nagy-Britannia (Muirhead) | 2 | 0 | 2 | 1 | 0 | 2 | 5 | X | X | X  | 12 |
| Japán (Ogaszavara)        | 0 | 2 | 0 | 0 | 1 | 0 | 0 | X | X | X  | 3  |

- február 15., 9:00 (6:00)

| Sheet A            | 1 | 2 | 3 | 4 | 5 | 6 | 7 | 8 | 9 | 10 | VE |
| Kanada (Jones)     | 2 | 0 | 2 | 0 | 0 | 0 | 2 | 1 | 0 | 1  | 8  |
| Japán (Ogaszavara) | 0 | 2 | 0 | 2 | 1 | 0 | 0 | 0 | 1 | 0  | 6  |

- február 16., 14:00 (11:00)

| Sheet B            | 1 | 2 | 3 | 4 | 5 | 6 | 7 | 8 | 9 | 10 | 11 | VE |
| Japán (Ogaszavara) | 0 | 0 | 2 | 1 | 2 | 0 | 2 | 0 | 0 | 0  | 2  | 9  |
| Svájc (Ott)        | 1 | 1 | 0 | 0 | 0 | 3 | 0 | 0 | 1 | 1  | 0  | 7  |

- február 17., 9:00 (6:00)

| Sheet C            | 1 | 2 | 3 | 4 | 5 | 6 | 7 | 8 | 9 | 10 | VE |
| Japán (Ogaszavara) | 2 | 0 | 1 | 0 | 2 | 0 | 1 | 0 | 2 | X  | 8  |
| Kína (Wang)        | 0 | 2 | 0 | 1 | 0 | 1 | 0 | 1 | 0 | X  | 5  |

- február 17., 19:00 (16:00)

| Sheet D                  | 1 | 2 | 3 | 4 | 5 | 6 | 7 | 8 | 9 | 10 | VE |
| Svédország (Sigfridsson) | 0 | 2 | 0 | 2 | 1 | 0 | 0 | 2 | 1 | X  | 8  |
| Japán (Ogaszavara)       | 0 | 0 | 2 | 0 | 0 | 1 | 1 | 0 | 0 | X  | 4  |

| Csapat | Helyezés |
| ------ | -------- |
| Japán  | 6.       |

## Északi összetett
| Versenyző                                               | Versenyszám        | Síugrás | Síugrás | Síugrás | Síugrás    | Sífutás    | Összesítés | Összesítés |
| Versenyző                                               | Versenyszám        | Táv     | Pont    | Hely.   | Időhátrány | Idő        | Idő        | Helyezés   |
| ------------------------------------------------------- | ------------------ | ------- | ------- | ------- | ---------- | ---------- | ---------- | ---------- |
| Vatabe Josito                                           | Normálsánc + 10 km | 100,0   | 122,4   | 10.     | +0:36      | 24:22,3    | 24:58,3    | 15.        |
| Vatabe Josito                                           | Nagysánc + 10 km   | 119,5   | 95,4    | 36.     | +2:14      | 24:00,4    | 26:14,4    | 35.        |
| Nagai Hideaki                                           | Normálsánc + 10 km | 97,0    | 119,6   | 14.     | +0:48      | 24:42,1    | 25:30,1    | 22.        |
| Nagai Hideaki                                           | Nagysánc + 10 km   | 119,0   | 99,3    | 27.     | +1:59      | 23:11,7    | 25:10,7    | 26.        |
| Kató Taihei                                             | Normálsánc + 10 km | 100,0   | 124,1   | 4.      | +0:30      | 25:45,0    | 26:15,0    | 31.        |
| Kató Taihei                                             | Nagysánc + 10 km   | 126,5   | 87,6    | 45.     | +2:46      | nem indult |            |            |
| Vatabe Akito                                            | Normálsánc + 10 km | 100,5   | 130,0   | 2.      | +0:06      | 23:48,4    | 23:54,4    |            |
| Vatabe Akito                                            | Nagysánc + 10 km   | 134,0   | 120,8   | 4.      | +0:33      | 23:06,0    | 23:39,0    | 6.         |
| Nagai Hideaki Minato Júszuke Vatabe Josito Vatabe Akito | Csapat             | –       | 433,3   | 6.      | +1:05      | 47:25,6    | 48:30,6    | 5.         |

## Gyorskorcsolya
Férfi
| Versenyző          | Versenyszám | 1. futam | 1. futam | 2. futam | 2. futam | Eredmény | Helyezés |
| Versenyző          | Versenyszám | Idő      | Hely.    | Idő      | Hely.    | Eredmény | Helyezés |
| ------------------ | ----------- | -------- | -------- | -------- | -------- | -------- | -------- |
| Kmidzsó Júdzsi     | 500 m       | 35,27    | 21.      | 35,58    | 24.      | 70,85    | 20.      |
| Kató Dzsódzsi      | 500 m       | 34,96    | 5.       | 34,77    | 4.       | 69,74    | 5.       |
| Kondó Taró         | 1000 m      |          |          |          |          | 1:11,44  | 35.      |
| Kondó Taró         | 1500 m      |          |          |          |          | 1:49,31  | 31.      |
| Nagasima Keiicsiró | 500 m       | 34,79    | 3.       | 35,25    | 16.      | 70,04    | 6.       |
| Oikava Júja        | 500 m       | 35,24    | 17.      | 35,22    | 14.      | 70,46    | 15.      |
| Shane Williamson   | 5000 m      |          |          |          |          | 6:42,88  | 26.      |
| Jamanaka Daicsi    | 1000 m      |          |          |          |          | 1:11,93  | 36.      |

Női
| Versenyző        | Versenyszám | 1. futam | 1. futam | 2. futam | 2. futam | Eredmény | Helyezés |
| Versenyző        | Versenyszám | Idő      | Hely.    | Idő      | Hely.    | Eredmény | Helyezés |
| ---------------- | ----------- | -------- | -------- | -------- | -------- | -------- | -------- |
| Soko Fudzsimura  | 3000 m      |          |          |          |          | 4:12,71  | 15.      |
| Soko Fudzsimura  | 5000 m      |          |          |          |          | 7:09,65  | 10.      |
| Hozumi Maszako   | 3000 m      |          |          |          |          | 4:15,52  | 21.      |
| Hozumi Maszako   | 5000 m      |          |          |          |          | 7:12,42  | 13.      |
| Isizava Siho     | 3000 m      |          |          |          |          | 4:09,39  | 9.       |
| Isizava Siho     | 5000 m      |          |          |          |          | 7:11,54  | 12.      |
| Kikucsi Ajaka    | 1500 m      |          |          |          |          | 2:01,29  | 31.      |
| Kodaira Nao      | 500 m       | 37,88    | 7.       | 37,72    | 4.       | 75,61    | 5.       |
| Kodaira Nao      | 1000 m      |          |          |          |          | 1:16,45  | 13.      |
| Osigiri Miszaki  | 1500 m      |          |          |          |          | 2:00,03  | 22.      |
| Szumijosi Mijako | 500 m       | 38,644   | 13.      | 38,62    | 13.      | 77,26    | 14.      |
| Szumijosi Mijako | 1000 m      |          |          |          |          | 1:17,68  | 22.      |
| Tabata Maki      | 1500 m      |          |          |          |          | 2:00,64  | 25.      |
| Takagi Nana      | 1500 m      |          |          |          |          | 2:02,16  | 32.      |
| Cudzsi Maki      | 500 m       | 38,40    | 10.      | 38,44    | 11.      | 76,84    | 9.       |
| Cudzsi Maki      | 1000 m      |          |          |          |          | 1:18,07  | 27.      |

Csapatverseny
| Versenyző                                             | Versenyszám | Negyeddöntő                                                                  | Negyeddöntő | Elődöntő                                                                   | Elődöntő  | Döntő | Döntő                                                                            | Döntő     | Helyezés |
| Versenyző                                             | Versenyszám | Ellenfél Idő                                                                 | Saját idő   | Ellenfél Idő                                                               | Saját idő | Típus | Ellenfél Idő                                                                     | Saját idő | Helyezés |
| ----------------------------------------------------- | ----------- | ---------------------------------------------------------------------------- | ----------- | -------------------------------------------------------------------------- | --------- | ----- | -------------------------------------------------------------------------------- | --------- | -------- |
| Kikucsi Ajaka Osigiri Miszaki Tabata Maki Takagi Nana | Női         | Dél-Korea (KOR) · Hyun Yung Kim · Noh Seon-yeong · Yang Shin-young · 3:05,28 | 3:03,99     | Hollandia (NED) · Marrit Leenstra · Jorien ter Mors · Ireen Wüst · 2:58,43 | 3:10,19   | B     | Oroszország (RUS) · Olga Graf · Jekatyerina Lobiseva · Julija Szkokova · 2:59,73 | 3:02,57   | 4.       |

## Jégkorong

### Női
Csoportkör
A csoport
| Hely. | Csapat            | M | Gy | HGy | HV | V | G+ | G– | Gk | P | Továbbjutás  |
| ----- | ----------------- | - | -- | --- | -- | - | -- | -- | -- | - | ------------ |
| 1.    | Oroszország (RUS) | 3 | 3  | 0   | 0  | 0 | 9  | 3  | +6 | 9 | Negyeddöntő  |
| 2.    | Svédország (SWE)  | 3 | 2  | 0   | 0  | 1 | 6  | 3  | +3 | 6 | Negyeddöntő  |
| 3.    | Németország (GER) | 3 | 1  | 0   | 0  | 2 | 5  | 8  | −3 | 3 | 5–8. helyért |
| 4.    | Japán (JPN)       | 3 | 0  | 0   | 0  | 3 | 1  | 7  | −6 | 0 | 5–8. helyért |

| 2014. február 9. 12:00 (9:00) | Svédország (SWE) | 1–0 (1–0, 0–0, 0–0) | Japán (JPN) | Sajba Aréna, Szocsi Nézőszám: 2928 |

| Jegyzőkönyv                                                       | Jegyzőkönyv       | Jegyzőkönyv | Jegyzőkönyv     | Jegyzőkönyv                                                           |
| ----------------------------------------------------------------- | ----------------- | ----------- | --------------- | --------------------------------------------------------------------- |
|                                                                   | Valentina Wallner | Kapusok     | Fudzsimoto Nana | Játékvezető: Erin Blair Vonalbírók: Charlotte Girard Zuzana Svobodová |
| \| J. Asserholt (E. Eliasson, E. Grahm) (PP) – 12:38 \| 1–0 \| \| |                   |             |                 | Játékvezető: Erin Blair Vonalbírók: Charlotte Girard Zuzana Svobodová |
| 8 perc                                                            | Büntetések        | 4 perc      |                 | Játékvezető: Erin Blair Vonalbírók: Charlotte Girard Zuzana Svobodová |
| 23                                                                | Lövések           | 19          |                 | Játékvezető: Erin Blair Vonalbírók: Charlotte Girard Zuzana Svobodová |
| J. Asserholt (E. Eliasson, E. Grahm) (PP) – 12:38                 | 1–0               |             |                 | Játékvezető: Erin Blair Vonalbírók: Charlotte Girard Zuzana Svobodová |

| 2014. február 11. 19:00 (16:00) | Oroszország (RUS) | 2–1 (1–0, 0–0, 1–1) | Japán (JPN) | Sajba Aréna, Szocsi Nézőszám: 4897 |

| Jegyzőkönyv | Jegyzőkönyv  | Jegyzőkönyv               | Jegyzőkönyv     | Jegyzőkönyv                                                             |
| --- | ------------ | ------------------------- | --------------- | ----------------------------------------------------------------------- |
| | Anna Prugova | Kapusok                   | Fudzsimoto Nana | Játékvezető: Nicole Hertrich Vonalbírók: Denise Caughey Alicia Hanrahan |
| \| T. Burina – 11:39 \| 1–0 \| \| \| \| 1–1 \| 40:33 – Toko A. (Kubo H.) \| \| A. Vafina (SH) – 51:36 \| 2–1 \| \| |              |                           |                 | Játékvezető: Nicole Hertrich Vonalbírók: Denise Caughey Alicia Hanrahan |
| 6 perc | Büntetések   | 6 perc                    |                 | Játékvezető: Nicole Hertrich Vonalbírók: Denise Caughey Alicia Hanrahan |
| 38 | Lövések      | 22                        |                 | Játékvezető: Nicole Hertrich Vonalbírók: Denise Caughey Alicia Hanrahan |
| T. Burina – 11:39                                                                                                  | 1–0          |                           |                 | Játékvezető: Nicole Hertrich Vonalbírók: Denise Caughey Alicia Hanrahan |
| | 1–1          | 40:33 – Toko A. (Kubo H.) |                 | Játékvezető: Nicole Hertrich Vonalbírók: Denise Caughey Alicia Hanrahan |
| A. Vafina (SH) – 51:36                                                                                             | 2–1          |                           |                 | Játékvezető: Nicole Hertrich Vonalbírók: Denise Caughey Alicia Hanrahan |

| 2014. február 13. 12:00 (9:00) | Japán (JPN) | 0–4 (0–1, 0–1, 0–2) | Németország (GER) | Sajba Aréna, Szocsi Nézőszám: 2618 |

| Jegyzőkönyv | Jegyzőkönyv     | Jegyzőkönyv                                         | Jegyzőkönyv  | Jegyzőkönyv                                                                  |
| --- | --------------- | --------------------------------------------------- | ------------ | ---------------------------------------------------------------------------- |
| | Fudzsimoto Nana | Kapusok                                             | Viona Harrer | Játékvezető: Melanie Bordeleau Vonalbírók: Therese Björkman Charlotte Girard |
| \| \| 0–1 \| 13:23 – M. Anwander (S. Kratzer, M. Becker) (PP1) \| \| \| 0–2 \| 20:48 – F. Busch (A. Lanzl) \| \| \| 0–3 \| 58:31 – K. Spielberger (T. Eisenschmid, N. Kamenik) \| \| \| 0–4 \| 59:28 – F. Busch (S. Götz) (ENG) \| |                 |                                                     |              | Játékvezető: Melanie Bordeleau Vonalbírók: Therese Björkman Charlotte Girard |
| 8 perc | Büntetések      | 10 perc                                             |              | Játékvezető: Melanie Bordeleau Vonalbírók: Therese Björkman Charlotte Girard |
| 30 | Lövések         | 25                                                  |              | Játékvezető: Melanie Bordeleau Vonalbírók: Therese Björkman Charlotte Girard |
| | 0–1             | 13:23 – M. Anwander (S. Kratzer, M. Becker) (PP1)   |              | Játékvezető: Melanie Bordeleau Vonalbírók: Therese Björkman Charlotte Girard |
| | 0–2             | 20:48 – F. Busch (A. Lanzl)                         |              | Játékvezető: Melanie Bordeleau Vonalbírók: Therese Björkman Charlotte Girard |
| | 0–3             | 58:31 – K. Spielberger (T. Eisenschmid, N. Kamenik) |              | Játékvezető: Melanie Bordeleau Vonalbírók: Therese Björkman Charlotte Girard |
| | 0–4             | 59:28 – F. Busch (S. Götz) (ENG)                    |              |                                                                              |

Az 5–8. helyért
| 2014. február 16. 21:00 (18:00) | Oroszország (RUS) | 6–3 (1–0, 3–2, 2–1) | Japán (JPN) | Sajba Aréna, Szocsi Nézőszám: 4793 |

| Jegyzőkönyv | Jegyzőkönyv                  | Jegyzőkönyv                               | Jegyzőkönyv     | Jegyzőkönyv                                                         |
| --- | ---------------------------- | ----------------------------------------- | --------------- | ------------------------------------------------------------------- |
| | Anna Prugova Julija Leszkina | Kapusok                                   | Fudzsimoto Nana | Játékvezető: Anna Eskola Vonalbírók: Charlotte Girard Ilona Novotná |
| \| A. Scsukina (A. Sohina) – 16:12 \| 1–0 \| \| \| \| 1–1 \| 26:14 – Jamane T. (Ukita R.) \| \| A. Sohina (J. Szmolenceva) – 26:44 \| 2–1 \| \| \| \| 2–2 \| 26:50 – Toko A. (Kubo H.) \| \| G. Szkiba (I. Gavrilova, T. Burina) – 27:33 \| 3–2 \| \| \| O. Szoszina (J. Szmolenceva, A. Sohina) (PP1) – 31:32 \| 4–2 \| \| \| \| 4–3 \| 42:23 – Oszava Cs. (Jamane T., Hirano J.) \| \| G. Szkiba (T. Burina, I. Gavrilova) (PP1) – 49:39 \| 5–3 \| \| \| T. Burina (A. Sibanova, A. Homics) (PP1) – 55:42 \| 6–3 \| \| |                              |                                           |                 | Játékvezető: Anna Eskola Vonalbírók: Charlotte Girard Ilona Novotná |
| 6 perc | Büntetések                   | 10 perc                                   |                 | Játékvezető: Anna Eskola Vonalbírók: Charlotte Girard Ilona Novotná |
| 32 | Lövések                      | 27                                        |                 | Játékvezető: Anna Eskola Vonalbírók: Charlotte Girard Ilona Novotná |
| A. Scsukina (A. Sohina) – 16:12 | 1–0                          |                                           |                 | Játékvezető: Anna Eskola Vonalbírók: Charlotte Girard Ilona Novotná |
| | 1–1                          | 26:14 – Jamane T. (Ukita R.)              |                 | Játékvezető: Anna Eskola Vonalbírók: Charlotte Girard Ilona Novotná |
| A. Sohina (J. Szmolenceva) – 26:44 | 2–1                          |                                           |                 | Játékvezető: Anna Eskola Vonalbírók: Charlotte Girard Ilona Novotná |
| | 2–2                          | 26:50 – Toko A. (Kubo H.)                 |                 |                                                                     |
| G. Szkiba (I. Gavrilova, T. Burina) – 27:33 | 3–2                          |                                           |                 |                                                                     |
| O. Szoszina (J. Szmolenceva, A. Sohina) (PP1) – 31:32 | 4–2                          |                                           |                 |                                                                     |
| | 4–3                          | 42:23 – Oszava Cs. (Jamane T., Hirano J.) |                 |                                                                     |
| G. Szkiba (T. Burina, I. Gavrilova) (PP1) – 49:39 | 5–3                          |                                           |                 |                                                                     |
| T. Burina (A. Sibanova, A. Homics) (PP1) – 55:42 | 6–3                          |                                           |                 |                                                                     |

A 7. helyért
| 2014. február 18. 12:00 (9:00) | Németország (GER) | 3–2 (1–1, 2–0 , 0–1) | Japán (JPN) | Sajba Aréna, Szocsi Nézőszám: 2012 |

| Jegyzőkönyv | Jegyzőkönyv  | Jegyzőkönyv                                | Jegyzőkönyv                  | Jegyzőkönyv                                                                   |
| --- | ------------ | ------------------------------------------ | ---------------------------- | ----------------------------------------------------------------------------- |
| | Viona Harrer | Kapusok                                    | Fudzsimoto Nana Konisi Akane | Játékvezető: Melanie Bordeleau Vonalbírók: Therese Bjorkman Michaela Kúdeľová |
| \| S. Götz (F. Busch, J. Janzen) (PP) – 09:18 \| 1–0 \| \| \| \| 1–1 \| 13:04 – Kubo H. (Oszava Cs.) \| \| J. Zorn (F. Busch, S. Götz) – (PP) 24:30 \| 2–1 \| \| \| S. Seiler (L.C. Schuster, S. Kratzer) – 35:49 \| 3–1 \| \| \| \| 3–2 \| 42:56 – Jonejama H. (Kubo H., Szuzuki Sz.) \| |              |                                            |                              | Játékvezető: Melanie Bordeleau Vonalbírók: Therese Bjorkman Michaela Kúdeľová |
| 8 perc | Büntetések   | 12 perc                                    |                              | Játékvezető: Melanie Bordeleau Vonalbírók: Therese Bjorkman Michaela Kúdeľová |
| 23 | Lövések      | 29                                         |                              | Játékvezető: Melanie Bordeleau Vonalbírók: Therese Bjorkman Michaela Kúdeľová |
| S. Götz (F. Busch, J. Janzen) (PP) – 09:18 | 1–0          |                                            |                              | Játékvezető: Melanie Bordeleau Vonalbírók: Therese Bjorkman Michaela Kúdeľová |
| | 1–1          | 13:04 – Kubo H. (Oszava Cs.)               |                              | Játékvezető: Melanie Bordeleau Vonalbírók: Therese Bjorkman Michaela Kúdeľová |
| J. Zorn (F. Busch, S. Götz) – (PP) 24:30 | 2–1          |                                            |                              | Játékvezető: Melanie Bordeleau Vonalbírók: Therese Bjorkman Michaela Kúdeľová |
| S. Seiler (L.C. Schuster, S. Kratzer) – 35:49 | 3–1          |                                            |                              |                                                                               |
| | 3–2          | 42:56 – Jonejama H. (Kubo H., Szuzuki Sz.) |                              |                                                                               |

| Csapat      | Helyezés |
| ----------- | -------- |
| Japán (JPN) | 8.       |

## Műkorcsolya
| Versenyző                        | Versenyszám  | Rövid program | Rövid program | Kűr     | Kűr     | Összesítés | Összesítés |
| Versenyző                        | Versenyszám  | Pont          | Hely.         | Pont    | Hely.   | Pont       | Helyezés   |
| -------------------------------- | ------------ | ------------- | ------------- | ------- | ------- | ---------- | ---------- |
| Hanjú Juzuru                     | Férfi egyéni | 101,45        | 1.            | 178,64  | 1.      | 280,09     |            |
| Macsida Tacuki                   | Férfi egyéni | 83,48         | 11.           | 169,94  | 4.      | 253,42     | 5.         |
| Takahasi Daiszuke                | Férfi egyéni | 86,40         | 4.            | 164,27  | 6.      | 250,67     | 6.         |
| Aszada Mao                       | Női egyéni   | 55,51         | 16.           | 142,71  | 3.      | 198,22     | 6.         |
| Murakami Kanako                  | Női egyéni   | 55,60         | 15.           | 115,38  | 12.     | 170,98     | 12.        |
| Szuzuki Akiko                    | Női egyéni   | 60,97         | 8.            | 125,35  | 8.      | 186,32     | 8.         |
| Takahasi Narumi / Kihara Rjúicsi | Páros        | 48,45         | 18.           | kiesett | kiesett | kiesett    | kiesett    |

| Versenyző               | Versenyszám | Eredeti (original) tánc | Eredeti (original) tánc | Kűr     | Kűr     | Összesítés | Összesítés |
| Versenyző               | Versenyszám | Pont                    | Hely.                   | Pont    | Hely.   | Pont       | Helyezés   |
| ----------------------- | ----------- | ----------------------- | ----------------------- | ------- | ------- | ---------- | ---------- |
| Cathy Reed / Chris Reed | Jégtánc     | 52,29                   | 21.                     | kiesett | kiesett | kiesett    | kiesett    |

| Versenyző | Versenyszám   | Rövid program | Rövid program | Rövid program | Rövid program | Rövid program | Rövid program | Kűr         | Kűr         | Kűr         | Kűr         | Összesen | Összesen |
| Versenyző | Versenyszám   | Férfi         | Páros         | Jégtánc       | Női           | Összesen      | Összesen      | Páros       | Férfi       | Jégtánc     | Női         | Összesen | Összesen |
| Versenyző | Versenyszám   | Pont Csapat   | Pont Csapat   | Pont Csapat   | Pont Csapat   | Pont          | Hely.         | Pont Csapat | Pont Csapat | Pont Csapat | Pont Csapat | Pont     | Hely.    |
| --- | ------------- | ------------- | ------------- | ------------- | ------------- | ------------- | ------------- | ----------- | ----------- | ----------- | ----------- | -------- | -------- |
| Hanjú Juzuru (F) Macsida Tacuki (F) Aszada Mao (N) Szuzuki Akiko (N) Takahasi Narumi / Kihara Rjúicsi (P) Cathy Reed / Chris Reed (J) | Csapatverseny | 97,98 10      | 46,56 3       | 52,00 3       | 64,07 8       | 24            | 4.            | 86,33 6     | 165,85 8    | 76,34 6     | 112,33 7    | 51       | 5.       |

## Rövidpályás gyorskorcsolya
Férfi
| Versenyző          | Versenyszám | Előfutam | Előfutam | Negyeddöntő | Negyeddöntő | Elődöntő | Elődöntő | B döntő | B döntő | Döntő   | Döntő   | Helyezés    |
| Versenyző          | Versenyszám | Idő      | Hely.    | Idő         | Hely.       | Idő      | Hely.    | Idő     | Hely.   | Idő     | Hely.   | Helyezés    |
| ------------------ | ----------- | -------- | -------- | ----------- | ----------- | -------- | -------- | ------- | ------- | ------- | ------- | ----------- |
| Szakasita Szatosi  | 500 m       | 41,629   | 2.       | 59,249      | 3. ADV      | 41,661   | 5.       | kiesett | kiesett | kiesett | kiesett | 9.          |
| Szakasita Szatosi  | 1500 m      | 2:18,298 | 6.       |             |             | kiesett  | kiesett  | kiesett | kiesett | kiesett | kiesett | 32.         |
| Szakazume Rjószuke | 1000 m      | 1:26,468 | 3.       | kiesett     | kiesett     | kiesett  | kiesett  | kiesett | kiesett | kiesett | kiesett | 22.         |
| Szakazume Rjószuke | 1500 m      | 2:17,985 | 4.       |             |             | kiesett  | kiesett  | kiesett | kiesett | kiesett | kiesett | 24.         |
| Takamido Júzo      | 1000 m      | 1:25,905 | 3.       | kiesett     | kiesett     | kiesett  | kiesett  | kiesett | kiesett | kiesett | kiesett | 20.         |
| Takamido Júzo      | 1500 m      | büntetés | büntetés |             |             | kiesett  | kiesett  | kiesett | kiesett | kiesett | kiesett | helyezetlen |

Női
| Versenyző                                         | Versenyszám      | Előfutam | Előfutam | Negyeddöntő | Negyeddöntő | Elődöntő | Elődöntő | B döntő  | B döntő | Döntő   | Döntő   | Helyezés |
| Versenyző                                         | Versenyszám      | Idő      | Hely.    | Idő         | Hely.       | Idő      | Hely.    | Idő      | Hely.   | Idő     | Hely.   | Helyezés |
| ------------------------------------------------- | ---------------- | -------- | -------- | ----------- | ----------- | -------- | -------- | -------- | ------- | ------- | ------- | -------- |
| Itó Ajuko                                         | 500 m            | 44,174   | 3.       | kiesett     | kiesett     | kiesett  | kiesett  | kiesett  | kiesett | kiesett | kiesett | 19.      |
| Itó Ajuko                                         | 1000 m           | 1:33,188 | 3.       | kiesett     | kiesett     | kiesett  | kiesett  | kiesett  | kiesett | kiesett | kiesett | 22.      |
| Itó Ajuko                                         | 1500 m           | 2:30,354 | 3.       |             |             | 2:56,961 | 7.       | kiesett  | kiesett | kiesett | kiesett | 18.      |
| Szakai Jui                                        | 500 m            | 45,051   | 3.       | kiesett     | kiesett     | kiesett  | kiesett  | kiesett  | kiesett | kiesett | kiesett | 22.      |
| Szakai Jui                                        | 1000 m           | 1:29,824 | 2.       | 1:29,328    | 4.          | kiesett  | kiesett  | kiesett  | kiesett | kiesett | kiesett | 13.      |
| Szakai Jui                                        | 1500 m           | 2:27,198 | 5.       |             |             | kiesett  | kiesett  | kiesett  | kiesett | kiesett | kiesett | 27.      |
| Szakurai Biba                                     | 500 m            | 44,628   | 4.       | kiesett     | kiesett     | kiesett  | kiesett  | kiesett  | kiesett | kiesett | kiesett | 27.      |
| Szakurai Biba                                     | 1500 m           | 2:28,127 | 6.       |             |             | kiesett  | kiesett  | kiesett  | kiesett | kiesett | kiesett | 33.      |
| Simizu Szajuri                                    | 1000 m           | 1:31,879 | 4.       | kiesett     | kiesett     | kiesett  | kiesett  | kiesett  | kiesett | kiesett | kiesett | 25.      |
| Itó Ajuko Szakai Jui Szakurai Biba Simizu Szajuri | 3000 méter váltó |          |          |             |             | 4:11,913 | 3.       | 4:15,253 | 2.      |         |         | 5.       |

## Síakrobatika
Akrobatika
| Versenyző       | Versenyszám    | Selejtező | Selejtező | Selejtező | Döntő    | Döntő    | Döntő    |
| Versenyző       | Versenyszám    | 1. futam  | 2. futam  | Hely.     | 1. futam | 2. futam | Helyezés |
| --------------- | -------------- | --------- | --------- | --------- | -------- | -------- | -------- |
| Onozuka Ajana   | Női félcső     | 83,80     | 59,80     | 4.        | 79,00    | 83,20    |          |
| Micubosi Manami | Női félcső     | 15,60     | 9,20      | 23.       | kiesett  | kiesett  | kiesett  |
| Cuda Kentaró    | Férfi félcső   | 53,00     | 23,40     | 22.       | kiesett  | kiesett  | kiesett  |
| Takao Csiho     | Női slopestyle | 10,00     | 8,60      | 22.       | kiesett  | kiesett  | kiesett  |

Mogul
| Versenyző      | Versenyszám | Selejtező  | Selejtező  | Selejtező  | Selejtező  | Selejtező  | Selejtező  | Döntő      | Döntő      | Döntő      | Döntő    | Döntő    | Döntő    | Döntő    | Döntő    | Helyezés    |
| Versenyző      | Versenyszám | 1. futam   | 1. futam   | 1. futam   | 2. futam   | 2. futam   | 2. futam   | 1. futam   | 1. futam   | 1. futam   | 2. futam | 2. futam | 2. futam | 3. futam | 3. futam | Helyezés    |
| Versenyző      | Versenyszám | Idő        | Pont       | Hely.      | Idő        | Pont       | Hely.      | Idő        | Pont       | Hely.      | Idő      | Pont     | Hely.    | Idő      | Pont     | Helyezés    |
| -------------- | ----------- | ---------- | ---------- | ---------- | ---------- | ---------- | ---------- | ---------- | ---------- | ---------- | -------- | -------- | -------- | -------- | -------- | ----------- |
| Endó Só        | Férfi       | 25,19      | 23,38      | 4. D       |            |            |            | 25,53      | 21,73      | 15.        | kiesett  | kiesett  | kiesett  | kiesett  | kiesett  | 15.         |
| Nisi Nobojuki  | Férfi       | 24,98      | 20,67      | 13.        | 25,96      | 20,41      | 8.         | 24,73      | 21,73      | 14.        | kiesett  | kiesett  | kiesett  | kiesett  | kiesett  | 14.         |
| Uemura Aiko    | Női         | 30,74      | 21,01      | 7. D       |            |            |            | 30,68      | 20,43      | 9.         | 31,19    | 21,15    | 6.       | 30,46    | 20,66    | 4.          |
| Hosino Dzsunko | Női         | 30,95      | 19,72      | 15.        | 32,37      | 9,62       | 15.        | kiesett    | kiesett    | kiesett    | kiesett  | kiesett  | kiesett  | kiesett  | kiesett  | 25.         |
| Murata Arisza  | Női         | 31,33      | 16,69      | 22.        | 32,65      | 19,38      | 5.         | nem indult | nem indult | nem indult | kiesett  | kiesett  | kiesett  | kiesett  | kiesett  | 20.         |
| Itó Miki       | Női         | nem indult | nem indult | nem indult | nem indult | nem indult | nem indult | kiesett    | kiesett    | kiesett    | kiesett  | kiesett  | kiesett  | kiesett  | kiesett  | helyezetlen |

## Sífutás
Férfi
| Versenyző                                                  | Versenyszám     | Selejtező | Selejtező | Negyeddöntő | Negyeddöntő | Elődöntő | Elődöntő | Döntő      | Döntő    |
| Versenyző                                                  | Versenyszám     | Idő       | Hely.     | Idő         | Hely.       | Idő      | Hely.    | Idő        | Helyezés |
| ---------------------------------------------------------- | --------------- | --------- | --------- | ----------- | ----------- | -------- | -------- | ---------- | -------- |
| Onda Júicsi                                                | Sprint          | 3:40,98   | 45.       | kiesett     | kiesett     | kiesett  | kiesett  | kiesett    | 45.      |
| Mijazava Hirojuki Onda Júicsi                              | Csapatsprint    |           |           |             |             | 23:49,41 | 7.       | kiesett    | 11.      |
| Mijazava Hirojuki Josida Keisin Narusze Nobu Lenting Akira | 4 × 10 km váltó |           |           |             |             |          |          | lekörözték | 16.      |

Női
| Versenyző     | Versenyszám | Eredmény  | Helyezés |
| ------------- | ----------- | --------- | -------- |
| Isida Maszako | 10 km       | 29:55,7   | 15.      |
| Isida Maszako | 15 km       | 40:08,3   | 10.      |
| Isida Maszako | 30 km       | 1:14:09,0 | 23.      |

## Síugrás
Férfi
| Versenyző                                            | Versenyszám | Selejtező | Selejtező | Selejtező | 1. ugrás | 1. ugrás | 1. ugrás | 2. ugrás | 2. ugrás | 2. ugrás | Összesítés | Összesítés |
| Versenyző                                            | Versenyszám | Táv       | Pont      | Hely.     | Táv      | Pont     | Hely.    | Táv      | Pont     | Hely.    | Pont       | Helyezés   |
| ---------------------------------------------------- | ----------- | --------- | --------- | --------- | -------- | -------- | -------- | -------- | -------- | -------- | ---------- | ---------- |
| Kaszai Noriaki                                       | Normálsánc  | kiemelt   | kiemelt   | kiemelt   | 101,5    | 131,2    | 8.       | 100,0    | 124,6    | 11.      | 255,8      | 7.         |
| Kaszai Noriaki                                       | Nagysánc    | kiemelt   | kiemelt   | kiemelt   | 139,0    | 140,6    | 2.       | 133,5    | 136,8    | 3.       | 277,4      |            |
| Takeucsi Taku                                        | Normálsánc  | 97,5      | 119,1     | 7.        | 98,0     | 123,1    | 21.      | 95,5     | 116,3    | 24.      | 239,4      | 24.        |
| Takeucsi Taku                                        | Nagysánc    | 127,0     | 116,0     | 6.        | 132,5    | 126,7    | 10.      | 122,5    | 122,6    | 18.      | 249,3      | 13.        |
| Simizu Reruhi                                        | Normálsánc  | 101,5     | 126,2     | 3.        | 99,5     | 122,2    | 25.      | 99,5     | 124,2    | 14.      | 246,4      | 18.        |
| Simizu Reruhi                                        | Nagysánc    | 130,5     | 120,4     | 3.        | 130,0    | 122,2    | 15.      | 134,5    | 130,0    | 8.       | 252,2      | 10.        |
| Vatasze Júta                                         | Normálsánc  | 95,0      | 113,5     | 20.       | 99,5     | 123,0    | 22.      | 97,0     | 120,0    | 20.      | 243,0      | 21.        |
| Itó Daiki                                            | Nagysánc    | 130,5     | 122,0     | 2.        | 137,5    | 128,1    | 8.       | 124,0    | 124,4    | =14.     | 252,5      | 9.         |
| Simizu Reruhi Takeucsi Taku Itó Daiki Kaszai Noriaki | Csapat      |           |           |           | 524,0    | 507,5    | 3.       | 527,5    | 517,4    | 4.       | 1024,9     |            |

Női
| Versenyző      | Versenyszám | 1. ugrás | 1. ugrás | 1. ugrás | 2. ugrás | 2. ugrás | 2. ugrás | Összesítés | Összesítés |
| Versenyző      | Versenyszám | Táv      | Pont     | Hely.    | Táv      | Pont     | Hely.    | Pont       | Helyezés   |
| -------------- | ----------- | -------- | -------- | -------- | -------- | -------- | -------- | ---------- | ---------- |
| Takanasi Szara | Normálsánc  | 100,0    | 124,1    | 3.       | 98,5     | 118,9    | 9.       | 243,0      | 4.         |
| Itó Júki       | Normálsánc  | 97,5     | 117,4    | 10.      | 101,0    | 124,4    | 2.       | 241,8      | 7.         |
| Jamada Jurina  | Normálsánc  | 78,0     | 73,3     | 30.      | 64,5     | 42,4     | 30.      | 115,7      | 30.        |

## Snowboard
Parallel
| Versenyző       | Versenyszám               | Selejtező | Selejtező | Nyolcaddöntő                       | Negyeddöntő                     | Elődöntő                        | Döntő                           | Helyezés |
| Versenyző       | Versenyszám               | Idő       | Hely.     | Ellenfél Eredmény                  | Ellenfél Eredmény               | Ellenfél Eredmény               | Ellenfél Eredmény               | Helyezés |
| --------------- | ------------------------- | --------- | --------- | ---------------------------------- | ------------------------------- | ------------------------------- | ------------------------------- | -------- |
| Takeucsi Tomoka | Női parallel slalom       | 1:05,41   | 13.       | Julie Zogg (SUI) · V kizárták      | kiesett                         | kiesett                         | kiesett                         | 14.      |
| Takeucsi Tomoka | Női parallel giant slalom | 1:46,33   | 1.        | Corinna Boccacini (ITA) · GY –1,93 | Caroline Calvé (CAN) · GY –4,00 | Ina Meschik (AUT) · GY kizárták | Patrizia Kummer (SUI) · V +7,32 |          |

Akrobatika
| Versenyző        | Versenyszám      | Selejtező | Selejtező | Selejtező | Elődöntő | Elődöntő | Elődöntő | Döntő    | Döntő    | Helyezés |
| Versenyző        | Versenyszám      | 1. futam  | 2. futam  | Hely.     | 1. futam | 2. futam | Hely.    | 1. futam | 2. futam | Helyezés |
| ---------------- | ---------------- | --------- | --------- | --------- | -------- | -------- | -------- | -------- | -------- | -------- |
| Hirano Ajumu     | Férfi halfpipe   | 92,25     | 64,75     | 1. D      |          |          |          | 90,75    | 93,50    |          |
| Aono Rjó         | Férfi halfpipe   | 37,50     | 13,00     | 19.       | kiesett  | kiesett  | kiesett  | kiesett  | kiesett  | 37.      |
| Hiraoka Taku     | Férfi halfpipe   | 92,25     | 63,50     | 2. D      |          |          |          | 45,50    | 92,25    |          |
| Nedefudzsi Ajumu | Férfi halfpipe   | 54,50     | 28,75     | 17.       | kiesett  | kiesett  | kiesett  | kiesett  | kiesett  | 32.      |
| Okada Rana       | Női halfpipe     | 66,00     | 69,75     | 7.        | 58,50    | 70,00    | 6.       | 47,75    | 85,50    | 5.       |
| Kadono Juki      | Férfi slopestyle | 31,00     | 16,50     | 13.       | 84,75    | 80,50    | 4.       | 53,00    | 75,75    | 8.       |

Snowboard cross
| Versenyző       | Versenyszám | Selejtező | Selejtező | Nyolcaddöntő | Negyeddöntő | Elődöntő | Döntő    | Helyezés |
| Versenyző       | Versenyszám | Idő       | Hely.     | Helyezés     | Helyezés    | Helyezés | Helyezés | Helyezés |
| --------------- | ----------- | --------- | --------- | ------------ | ----------- | -------- | -------- | -------- |
| Fudzsimori Juka | Női         | 1:23,22   | 6.        |              | 6.          | kiesett  | kiesett  | 22.      |

## Szánkó
| Versenyző         | Versenyszám | 1. futam | 1. futam | 2. futam | 2. futam | 3. futam | 3. futam | 4. futam | 4. futam | Összesítés | Összesítés |
| Versenyző         | Versenyszám | Idő      | Hely.    | Idő      | Hely.    | Idő      | Hely.    | Idő      | Hely.    | Idő        | Helyezés   |
| ----------------- | ----------- | -------- | -------- | -------- | -------- | -------- | -------- | -------- | -------- | ---------- | ---------- |
| Kanajama Hidenari | Férfi egyes | 53,626   | 32.      | 53,663   | 33.      | 53,220   | 31.      | 53,074   | 31.      | 3:33,583   | 30.        |

## Szkeleton
| Versenyző        | Versenyszám | 1. futam | 1. futam | 2. futam | 2. futam | 3. futam | 3. futam | 4. futam | 4. futam | Összesítés | Összesítés |
| Versenyző        | Versenyszám | Idő      | Hely.    | Idő      | Hely.    | Idő      | Hely.    | Idő      | Hely.    | Idő        | Helyezés   |
| ---------------- | ----------- | -------- | -------- | -------- | -------- | -------- | -------- | -------- | -------- | ---------- | ---------- |
| Szaszahara Júki  | Férfi       | 58,22    | 24.      | 58,07    | 21.      | 57,91    | 21.      | kiesett  | kiesett  | 2:54,20    | 22.        |
| Takahasi Hiroacu | Férfi       | 57,53    | 14.      | 57,10    | 13.      | 57,13    | 11.      | 56,98    | 12.      | 3:48,74    | 12.        |
| Komuro Nozomi    | Női         | 59,94    | 18.      | 59,82    | 19.      | 59,24    | 19.      | 58,76    | 18.      | 3:57,76    | 19.        |